# École J. H. Picard School
L'École J. H. Picard School est un établissement d'Edmonton (Alberta) qui accueille les élèves de la maternelle à la 12e année. Il s'agit de la première école catholique de l'Ouest canadien à avoir proposé une formation complète d'immersion en français tout au long du cursus scolaire.

## Histoire
Fondée en 1972, l'école remplace l'ancienne Académie de l'Assomption. Depuis 1984, ses locaux sont situés sur la 99e rue, à quelques blocs du Campus de la faculté Saint-Jean.

## Vie de l'école
L'école publie une infolettre mensuelle, Le Picardien. 
Malgré la grande disparité d'âges entre les élèves, la communauté est très soudée, ce qui se traduit notamment par la présence de l'ensemble des élèves (de 5 à 18 ans) lors des assemblées scolaires.